# Liga Mexicana del Pacífico 2004-05
La Temporada 2004-05 de la Liga Mexicana del Pacífico fue la 47.ª edición, llevó el nombre de COMEX y comenzó el 11 de octubre de 2004.
La temporada finalizó el 27 de enero de 2005, con la coronación de los Venados de Mazatlán al vencer 4-1 en serie final a los Águilas de Mexicali.

## Sistema de competencia

### Temporada regular
La temporada regular consta de dos mitades lo cual abarca un total de 68 juegos a disputarse para cada uno de los ocho clubes que conforman a la Liga Mexicana del Pacífico. La primera mitad está integrada de 35 juegos para cada club y la segunda de 33 juegos para cada club. Al término de cada mitad, se asigna un puntaje que va de 3 a 8 puntos en forma ascendente, según la clasificación (standing) general de cada club. A continuación se muestra la distribución de dicho puntaje:
- Primera posición: 8 puntos
- Segunda: 7 puntos
- Tercera: 6 puntos
- Cuarta: 5 puntos
- Quinta: 4.5 puntos
- Sexta: 4 puntos
- Séptima: 3.5 puntos
- Octava: 3 puntos

### Postemporada
Tras el término de la segunda vuelta, los seis equipos con mayor puntaje sobre la base de las dos mitades de la temporada regular pasan a la etapa denominada postemporada (play-offs). En esta etapa, los equipos se enfrentan entre sí en una serie de siete juegos donde deben ganar cuatro para avanzar a las semifinales. Es importante señalar que los tres equipos que obtuvieron mayor puntaje en la temporada regular empiezan la serie con dos juegos en su estadio (esta etapa de juego es conocida como «repesca»), para continuar con tres partidos en el estadio contrario y finalmente concretar la serie de nuevo en su estadio. Estos últimos dos juegos no son necesarios si alguno de los equipos obtiene una ventaja clara en la serie sobre su rival.

### Semifinales
Para la etapa de semifinales, pasan los tres equipos con mejor posición en el standing de juegos ganados y perdidos más uno adicional que es denominado «mejor perdedor», el cual resulta de poseer la mayor cantidad de juegos ganados en la repesca, principalmente. De esta manera, el mejor perdedor se enfrenta como visitante al equipo mejor situado del standing en una serie, mientras que el segundo y el tercero hacen lo mismo a su vez. En el caso del mejor perdedor, no puede enfrentarse al equipo con el que disputó la primera fase de play-offs.

### Final
Se da entre los equipos que ganaron en la etapa de semifinales.

## Calendario
- Número de Juegos: 68 juegos

## Equipos participantes
| Liga Mexicana del Pacífico 2004-05 |           |             |                           |                          |           |
| Equipo                             | Fundación | Mánager     | Ciudad                    | Estadio                  | Capacidad |
| Águilas de Mexicali                | 1948      | Por definir | Mexicali, Baja California | Nido de los Águilas      | 9,000     |
| Algodoneros de Guasave             | 1970      | Por definir | Guasave, Sinaloa          | Francisco Carranza Limón | 8,000     |
| Cañeros de Los Mochis              | 1947      | Por definir | Los Mochis, Sinaloa       | Emilio Ibarra Almada     | 6,000     |
| Mayos de Navojoa                   | 1950      | Por definir | Navojoa, Sonora           | Manuel Ciclón Echeverría | 8,000     |
| Naranjeros de Hermosillo           | 1944      | Por definir | Hermosillo, Sonora        | Héctor Espino            | 10,000    |
| Tomateros de Culiacán              | 1965      | Por definir | Culiacán, Sinaloa         | General Ángel Flores     | 10,000    |
| Venados de Mazatlán                | 1945      | J.J Pacho   | Mazatlán, Sinaloa         | Teodoro Mariscal         | 6,000     |
| Yaquis de Ciudad Obregón           | 1947      | Marv Foley  | Ciudad Obregón, Sonora    | Tomás Oroz Gaytán        | 10,000    |

## Standings

### Primera vuelta
| Equipos                  | JJ | JG | JP | JE | PCT  | JV   | PTS |
| ------------------------ | -- | -- | -- | -- | ---- | ---- | --- |
| Yaquis de Ciudad Obregón | 35 | 21 | 13 | 1  | .618 | -    | 8   |
| Tomateros de Culiacán    | 34 | 20 | 13 | 1  | .606 | 0.5  | 7   |
| Cañeros de Los Mochis    | 33 | 19 | 14 | -  | .576 | 1.5  | 6   |
| Algodoneros de Guasave   | 34 | 18 | 15 | 1  | .545 | 2.5  | 5   |
| Venados de Mazatlán      | 32 | 16 | 16 | -  | .500 | 4.0  | 4.5 |
| Águilas de Mexicali      | 32 | 14 | 18 | -  | .438 | 6.0  | 4   |
| Naranjeros de Hermosillo | 33 | 13 | 20 | -  | .394 | 7.5  | 3.5 |
| Mayos de Navojoa         | 33 | 10 | 22 | 1  | .313 | 10.0 | 3   |

### Segunda vuelta
| Equipos                  | JJ | JG | JP | JE | PCT  | JV   | PTS |
| ------------------------ | -- | -- | -- | -- | ---- | ---- | --- |
| Tomateros de Culiacán    | 33 | 22 | 10 | 1  | .688 | -    | 8   |
| Venados de Mazatlán      | 33 | 19 | 14 | -  | .576 | 3.5  | 7   |
| Águilas de Mexicali      | 31 | 16 | 15 | -  | .516 | 5.5  | 6   |
| Yaquis de Ciudad Obregón | 33 | 16 | 16 | 1  | .500 | 6.0  | 5   |
| Algodoneros de Guasave   | 31 | 15 | 16 | -  | .484 | 6.5  | 4.5 |
| Cañeros de Los Mochis    | 33 | 15 | 18 | -  | .455 | 7.5  | 4   |
| Naranjeros de Hermosillo | 33 | 15 | 18 | -  | .455 | 7.5  | 3.5 |
| Mayos de Navojoa         | 33 | 11 | 22 | -  | .333 | 11.5 | 3   |

### General
| Equipos                  | JJ | JG | JP | JE | PCT  | JV   | PTS  |
| ------------------------ | -- | -- | -- | -- | ---- | ---- | ---- |
| Tomateros de Culiacán    | 67 | 42 | 23 | 2  | .646 | -    | 15   |
| Yaquis de Ciudad Obregón | 68 | 37 | 29 | 2  | .561 | 5.5  | 13   |
| Venados de Mazatlán      | 65 | 35 | 30 | -  | .538 | 7.0  | 11.5 |
| Cañeros de Los Mochis    | 66 | 34 | 32 | -  | .515 | 8.5  | 10   |
| Águilas de Mexicali      | 63 | 30 | 33 | -  | .476 | 11.0 | 10   |
| Algodoneros de Guasave   | 65 | 33 | 31 | 1  | .515 | 8.5  | 9.5  |
| Naranjeros de Hermosillo | 66 | 28 | 38 | -  | .424 | 14.5 | 7    |
| Mayos de Navojoa         | 66 | 21 | 44 | 1  | .323 | 21.0 | 6    |

| Avanza a Play-offs |

## Play-offs
|  | Primer Play Off | Primer Play Off | Primer Play Off |          |            | Semifinales | Semifinales | Semifinales |  |          | Final    | Final | Final |  |
|  |                 |                 |                 |          |            |             |             |             |  |          |          |       |       |  |
|  |                 |                 |                 |          |            |             |             |             |  |          |          |       |       |  |
|  | Los Mochis      | Los Mochis      | 4               |          |            |             |             |             |  |          |          |       |       |  |
|  | Los Mochis      | Los Mochis      | 4               |          |            |             |             |             |  |          |          |       |       |  |
|  | Mazatlán        | Mazatlán        | 3               |          |            |             |             |             |  |          |          |       |       |  |
|  | Mazatlán        | Mazatlán        | 3               |          | Los Mochis | Los Mochis  | 2           |             |  |          |          |       |       |  |
|  |                 |                 |                 |          | Los Mochis | Los Mochis  | 2           |             |  |          |          |       |       |  |
|  |                 |                 | Mexicali        | Mexicali | 4          |             |             |             |  |          |          |       |       |  |
|  | Mexicali        | Mexicali        | Mexicali        | Mexicali | 4          | 4           |             |             |  |          |          |       |       |  |
|  | Mexicali        | Mexicali        |                 |          |            |             |             |             |  |          |          |       |       |  |
|  | Obregón         | Obregón         | 1               |          |            |             |             |             |  |          |          |       |       |  |
|  | Obregón         | Obregón         | 1               |          |            |             |             |             |  | Mexicali | Mexicali | 1     |       |  |
|  |                 |                 |                 |          |            |             |             |             |  | Mexicali | Mexicali | 1     |       |  |
|  |                 |                 | Mazatlán        | Mazatlán | 4          |             |             |             |  |          |          |       |       |  |
|  |                 |                 | Mazatlán        | Mazatlán | 4          |             |             |             |  |          |          |       |       |  |
|  |                 |                 |                 |          |            |             |             |             |  |          |          |       |       |  |
|  |                 |                 |                 |          |            |             |             |             |  |          |          |       |       |  |
|  |                 | Mazatlán        | Mazatlán        | 4        |            |             |             |             |  |          |          |       |       |  |
|  |                 |                 |                 | 4        |            |             |             |             |  |          |          |       |       |  |
|  |                 |                 | Culiacán        | Culiacán | 3          |             |             |             |  |          |          |       |       |  |
|  | Guasave         | Guasave         | Culiacán        | Culiacán | 3          | 1           |             |             |  |          |          |       |       |  |
|  | Guasave         | Guasave         |                 |          |            |             |             |             |  |          |          |       |       |  |
|  | Culiacán        | Culiacán        | 4               |          |            |             |             |             |  |          |          |       |       |  |
|  | Culiacán        | Culiacán        | 4               |          |            |             |             |             |  |          |          |       |       |  |
|  |                 |                 |                 |          |            |             |             |             |  |          |          |       |       |  |

### Primer Play Off
| Equipos                  | JJ | JG | JP | PCT  | JV  |
| ------------------------ | -- | -- | -- | ---- | --- |
| Tomateros de Culiacán    | 5  | 4  | 1  | .800 | -   |
| Águilas de Mexicali      | 5  | 4  | 1  | .800 | -   |
| Cañeros de Los Mochis    | 7  | 4  | 3  | .571 | -   |
| Venados de Mazatlán      | 7  | 3  | 4  | .429 | 1.0 |
| Yaquis de Ciudad Obregón | 5  | 1  | 4  | .200 | 3.0 |
| Algodoneros de Guasave   | 5  | 1  | 4  | .200 | 3.0 |

| Avanza a semifinales |

| Avanza como comodín |

### Semifinales
| Equipos               | JJ | JG | JP | PCT  | JV  |
| --------------------- | -- | -- | -- | ---- | --- |
| Águilas de Mexicali   | 6  | 4  | 2  | .667 | -   |
| Venados de Mazatlán   | 7  | 4  | 3  | .571 | -   |
| Tomateros de Culiacán | 7  | 3  | 4  | .429 | 1.0 |
| Cañeros de Los Mochis | 6  | 2  | 4  | .333 | 2.0 |

| Avanza a la final |

### Final
| Equipos             | JJ | JG | JP | PCT  | JV  |
| ------------------- | -- | -- | -- | ---- | --- |
| Venados de Mazatlán | 5  | 4  | 1  | .800 | -   |
| Águilas de Mexicali | 5  | 1  | 4  | .200 | 3.0 |

Game 1
Águilas Mex - Venados Maz 11:7 
Game 2
Venados Maz - Águilas Mex 7:8 
Game 3
Águilas Mex - Venados Maz 9:3 
Game 4
Águilas Mex - Venados Maz 7:12
Game 5
Vanados Maz - Águilas Méx 14:6     
| Campeón                           |
| Venados de Mazatian Temp. 2004-05 |

## Cuadro de honor
| Equipos                  | Posición   |
| ------------------------ | ---------- |
| Venados de Mazatlán      | Campeón    |
| Águilas de Mexicali      | Subcampeón |
| Tomateros de Culiacán    | 3° Lugar   |
| Cañeros de Los Mochis    | 4° Lugar   |
| Yaquis de Ciudad Obregón | 5° Lugar   |
| Algodoneros de Guasave   | 6° Lugar   |
| Naranjeros de Hermosillo | 7° Lugar   |
| Mayos de Navojoa         | 8° Lugar   |

## Designaciones
A continuación se muestran a los jugadores más valiosos de la temporada.
| Designación         | Ganador                   | Equipo                |
| ------------------- | ------------------------- | --------------------- |
| Jugador Más Valioso | Adán Muñoz                | Tomateros de Culiacán |
| Pitcher del Año     | Jorge Campillo            | Tomateros de Culiacán |
| Novato del año      | Carlos Sievers            | Cañeros de Los Mochis |
| Mánager del Año     | Juan José Pacho           | Venados de Mazatlán   |
| Mánager Campeón     | Juan José Pacho           | Venados de Mazatlán   |
| Campeón de Bateo    | Adán Muñoz                | Tomateros de Culiacán |
| Campeón de Pitcheo  | Jorge Campillo            | Tomateros de Culiacán |
| Gerente del año     | Alejandro Lizárraga Osuna | Venados de Mazatlán   |